# Iglesia de Santo Domingo de Guzmán (Parita)
La Iglesia de Santo Domingo de Guzmán de Parita o Iglesia Parroquial de Parita es una iglesia católica ubicada en el distrito de Parita en la Provincia de Herrera, Panamá.

## Historia
La Iglesia de Santo Domingo de Guzmán de Parita fue construida en 1656 durante la colonia española y fue declarada como monumento histórico nacional en 1926.

## Arquitectura
Se distingue por poseer hermosos altares o retablos coloniales donde abundan los motivos estilizados en forma de frutas como granadas y flores, como girasoles y otros detalles que simulan encajes en una excelente y fina talla de madera policroma con pintura de oro. La mayoría de estilo barroco churrigueresco del siglo XVIII, y cuya escultura manifiesta la simbología católica.[cita requerida]